# Arabineura khalidi
Arabineura khalidi é uma espécie de libelinha da família Protoneuridae.
Pode ser encontrada em Omã e nos Emirados Árabes Unidos.
Seus hábitats naturais são os rios, cuja destruição ameaça a espécie.